# ゴモラスピード
『ゴモラスピード』（GOMOLA SPEED）は、UPLより発売されたPCエンジン用アクションシューティングゲームである。1990年9月28日に発売された。

## 概要
トップビュー方式のアクションゲーム。基本的に全方向スクロールで、ステージによっては左右・上下のみのスクロールや固定画面の場合もある。
プレイヤーは機械と昆虫が入り混じったような「ゴーム」というキャラクターを操作し、まずはステージ中に散らばった自分の胴体を回収、イモムシのように長くなったら同じくステージ中に散らばる「キュー」と呼ばれる餌を囲って回収（捕食）していく。キューをすべて食べると出口が開くので、胴体をすべて揃えて出口に入ればステージクリア。ステージによってはボスを倒すことで出口が開く場合もある。
敵の攻撃を頭部に受けるとミスとなってゴームが減るが、胴体に受けた時はそこから先が千切れるだけで済み、千切れた胴体に再度触れればまた回収できる。ミスを重ねてゴームが全ていなくなるとゲームオーバー。回数制限つきでコンティニューが可能。また途中のステージまでであれば「コマンド」と呼ばれるパスワードによる再開もできる。
ステージ数は本作ではステージ数は「ACT X」と表記される。1～25まであり、一部でルート分岐があり、同じ番号でも敵配置やマップそのものが異なるというステージも存在する。最終ステージであるACT 25をクリアすればエンディングが流れてゲーム終了となる。
簡単なチュートリアル機能が搭載されており、プレイ中初めて体験したフィーチャーには短い英文で解説が入るようになっている。このため説明書の最初のページには「自分の力でクリアしたい人はここから先を読まないで挑戦してください」とある。

## 登場キャラクター
説明書には一部の敵が紹介されているが、そのキャラクターのみ片仮名表記を併記してある。

### プレイヤーキャラクター
GORM（ゴーム）
本作の自機。

### アイテム類
Q（キュー）
ゴームの餌。前述のとおり、囲むことで取得（捕食）できる。
VE（ベー）

ランプ
触れるとそのステージをクリアするためのヒントが、簡単な図で表示される。触れても消えることはなく、ヒントは何度でも見ることが可能。
シールドボール

鍵

トレジャー

グリーンボール
キューのように囲んで取得する。取ると爆弾の代わりに目からショットが放てるようになり、ボスに攻撃できるようになる。敵や壁に当たると爆風を発するが、これは爆弾と同じもので、ザコ敵を痺れさせる効果があるほかゴームが浴びるとダメージを受ける。なお、弾速はゴームの胴体の長さに比例する。

### 敵キャラクター
CLICK（クリック）

A・BOO（ア・ブー）
黄色い目玉のような敵。ゴームや爆弾にあまり反応しないので、誘導がしづらい。
GOMLING（ゴムリン）
地面から出たり潜ったりを繰り返しながら一定の範囲を往復する紫色の敵。潜っている時であれば、通過してもダメージは受けない。ゴームの攻撃は一切効かないので、倒すことはできない。
MANGZIROVE（マンジロベ）

GOME

GUAZI・GUAZI（ガジガジ）

BANPER（バンパー）
特定のブロックに潜む棒状の敵。ゴームが近づくとにょきにょきと伸びてくる。根元のブロックに爆弾の爆風を当てるだけで倒すことができる。
PLISM

VECTOR（ベクター）

TOMUE（トメ）

PANING

KEMLLA

GORMLLA（ゴムラ）
巨大な芋虫のような敵。2種類いて、上下に一定速度で往復するものと、上または下の壁に潜みゴームが近づくと飛び出してくるものがいる。爆弾で痺れさせることはできるが、その大きさのため囲んで倒すことはできない。
MANG・TATA
ACT 6に登場するボスキャラクター。『忍者くん 阿修羅ノ章』に登場する「ミニドラゴン」に似た、緑色の怪獣のような本体の周りに、クジラの顔のような護衛5体がついた敵で、時おり護衛が外側に広がって本体が弾を撃ってくる。本体か護衛に爆弾の爆風を当てると痺れるので、その間に護衛を囲んで全て消せば（複数回に分けてもよい）倒すことができる。
なお、このステージはキューを回収しなくても、ボスを倒せば出口が開くようになっている。
3-PEACE
ACT 11に登場するボスキャラクター。その名の通り、時おり本体が3つに分かれるように開いて弾を撃ってくる。弱点は本体が開いた時に露出するコアで、グリーンボール取得後のショットをコアに当てて痺れさせ、その間にコアを囲んで消してしまえば倒せる。
UN・DABA
ACT 16に登場するボスキャラクター。小さな羽のついたカニのような敵で、縦にバウンドするように動きながら時おり腕を開いて黄色い弾をばら撒く。顔の部分に弱点があり、腕が開いたときにグリーンボールのショットで狙い撃てばダメージを与えられる。
KULLOLA
ACT 20に登場するボスキャラクター。丸まったダンゴムシが繋がったような、ゴームとよく似た体形の敵。最初は頭部と胴体がバラバラに動いているが、合体してヘビ状体形になると目から弾を撃ってくる。グリーンボール取得後の弾で頭部を狙えばダメージを与えられる。
なお、倒しても部屋を出ると復活する。出口は開いたままになる。
UN・DODO・KING
ACT 25に登場する、本作の最終ボス。ACT 16のUN・DABAが横向きになって大型化したような敵。動き・攻撃方法・弱点も横向きになった以外は似ているが、黄色の弾だけでなく後部から自機を追尾する虫型の弾も放ってくる。

## 備考
- 同じUPLの作品で『宇宙戦艦ゴモラ』（1990年）というアーケードゲームがあるが、本作と関連はない。
- ある特定のパスワードを入力すると、ソフトのバージョン情報が表示される。表示されたあとはすぐタイトル画面に戻る。

## スタッフ
- ゲーム・デザイン：藤沢勉
- ソフトウェア・デザイン：新井利男
- キャラクター・デザイン：藤沢勉、SIN
- バックグラウンド・デザイン：漆原みほ
- サウンド・エフェクト：長島義夫

## 評価
ゲーム誌『ファミコン通信』の「クロスレビュー」では合計28点（満40点）、『月刊PCエンジン』では80・90・80・75・75の平均80点、『マル勝PCエンジン』では6・6・9・7の合計28点（満40点）、『PC Engine FAN』の読者投票による「ゲーム通信簿」での評価は以下の通りとなっており、19.06点（満30点）となっている。また、この得点はPCエンジン全ソフトの中で399位（485本中、1993年時点）となっている。同雑誌1993年10月号特別付録の「PCエンジンオールカタログ'93」では、「システムはいたってシンプルだが、なかなか奥が深くてのめり込む。ヘビのようなウネウネした動きも、独特で楽しい」と紹介されている。
| 項目 | キャラクタ | 音楽 | 操作性 | 熱中度 | お買得度 | オリジナリティ | 総合  |
| 得点 | 3.35       | 2.94 | 3.12   | 3.32   | 3.00     | 3.32           | 19.06 |